# Vela Vrata
Vela Vrata är ett sund i Kroatien.   Det ligger i länet Gorski kotar, i den västra delen av landet, 150 km sydväst om huvudstaden Zagreb.